# Lenguas de Antigua y Barbuda

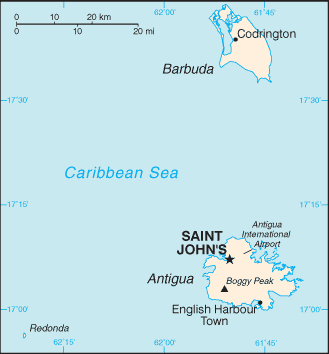
Mapa de Antigua y Barbuda.

El idioma inglés es la lengua oficial de Antigua y Barbuda. El acento de Barbuda es ligeramente diferente del de Antigua.
En los años anteriores a la independencia de Antigua y Barbuda, el inglés estándar se hablaba ampliamente en lugar del criollo de Antigua. En general, las clases alta y media evitan el criollo de Antigua. El sistema educativo disuade el uso del criollo de Antigua y la instrucción se realiza en inglés estándar (británico).
Muchas de las palabras usadas en el dialecto de Antigua se derivan de inglés británico así como de lenguas africanas. Esto se puede ver fácilmente en frases como: "Ent it?" que significa "Ain't it?" que es en sí mismo dialectal y significa "¿No es así?". Los proverbios comunes de las islas a menudo se pueden remontar a África.
- Datos: Q54864574